# Bromid železitý
Bromid železitý je hnědá krystalická anorganická sloučenina bez zápachu, patřící mezi bromidy, se vzorcem FeBr3. Jedná se o velice důležitou Lewisovu kyselinu, používanou v organické syntéze.

## Výroba
Tato látka se průmyslově vyrábí reakcí bromu s železem:
2 Fe + 3 Br2 → 2 FeBr3
Laboratorně lze tuto látku vyrábět reakcí železa (popřípadě oxidu železitého či uhličitanu železitého) s kyselina bromovodíkovou:
2 Fe + 6 HBr → 2 FeBr3 + 3 H2
Fe2O3 + 6 HBr → 2 FeBr3 + 3 H2O
Fe2(CO3)3 + 6 HBr → 2 FeBr3 + 3 H2O + 3 CO2

## Reakce
Při zahřívání nad 200 °C se tato látka rozpadá na FeBr2 a Br2, dle rovnice:
2 FeBr3 → 2 FeBr2 + Br2
Bromid železitý se používá na bromaci a na alkylaci organických látek uhlovodíků.
Alkylace s touto látkou probíhá podobně, jako alkylace chlorderivátů za přítomnosti chloridu hlinitého, ale ten se nedá použít pro tyto účely, jelikož by k reakci nedošlo. Při použití bromderivátů se používá téměř výhradně bromid železitý. Reakce pak probíhá následovně (například reakce bromethanu a toluenu):
CH3-CH2-Br + CH3C6H5 + FeBr3 → CH3-CH +
2  + −CH2C6H5 + FeHBr4 → CH3-CH2-CH2C6H5 + HBr + FeBr3

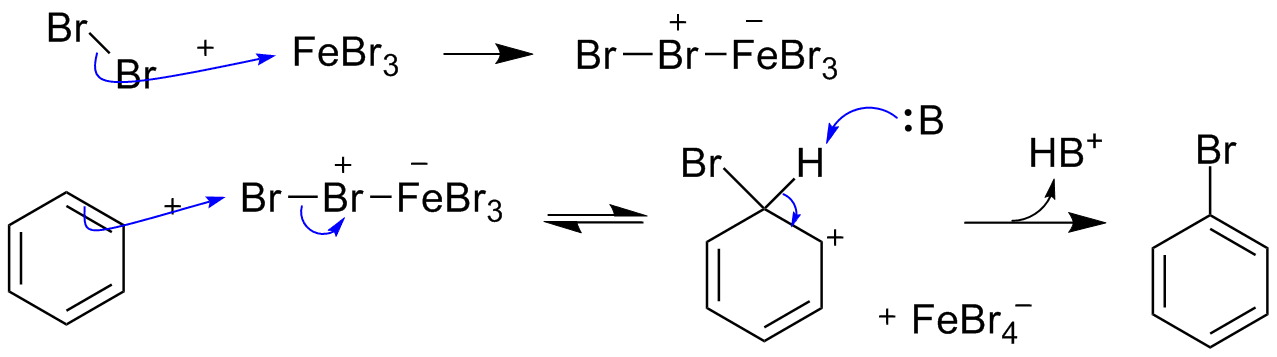
Bromace benzenu za přítomnosti bromidu železitého. Nejprve dojde k navázání molekuly bromu na bromid železitý, následně tato molekula odštěpí atom vodíku z uhlovodíku, který reaguje s FeBr_{5} železa za vzniku FeBr_{5}H, který se rozpadne na bromovodík a na FeBr, který provede bromaci uhlovodíku.

Bromderiváty jsou obvykle dražší než chlorderiváty, nicméně mají nižší teplotu varu (např. bromethan je kapalina, zatímco chlorethan je plyn), a tak je se s nimi snadnější manipulace.